# Vietnám a 2004. évi nyári olimpiai játékokon
Vietnám a görögországi Athénban megrendezett 2004. évi nyári olimpiai játékok egyik részt vevő nemzete volt. Az országot az olimpián 8 sportágban 11 sportoló képviselte, akik érmet nem szereztek.

## Asztalitenisz
Férfi

| Versenyző      | Versenyszám | 64-es főtábla                                  | 48-as főtábla     | 32-es főtábla     | Nyolcaddöntő      | Negyeddöntő       | Elődöntő          | Döntő             | Helyezés |
| Versenyző      | Versenyszám | Ellenfél Eredmény                              | Ellenfél Eredmény | Ellenfél Eredmény | Ellenfél Eredmény | Ellenfél Eredmény | Ellenfél Eredmény | Ellenfél Eredmény | Helyezés |
| -------------- | ----------- | ---------------------------------------------- | ----------------- | ----------------- | ----------------- | ----------------- | ----------------- | ----------------- | -------- |
| Đoàn Kiến Quốc | Egyes       | Min Yang (ITA) · 5-11, 13-11, 7-11, 5-11, 5-11 | kiesett           | kiesett           | kiesett           | kiesett           | kiesett           | kiesett           | 49.      |

## Atlétika
Férfi

| Versenyző       | Versenyszám | Előfutam | Előfutam | Előfutam | Elődöntő | Elődöntő | Elődöntő | Döntő   | Döntő    |
| Versenyző       | Versenyszám | Idő      | Hely.    | Össz.    | Idő      | Hely.    | Össz.    | Idő     | Helyezés |
| --------------- | ----------- | -------- | -------- | -------- | -------- | -------- | -------- | ------- | -------- |
| Lê Văn Dương Lê | 800 m       | 1:49,81  | 8.       | 64.      | kiesett  | kiesett  | kiesett  | kiesett | kiesett  |

Női

| Versenyző     | Versenyszám | Selejtező | Selejtező | Döntő    | Döntő    |
| Versenyző     | Versenyszám | Eredmény  | Helyezés  | Eredmény | Helyezés |
| ------------- | ----------- | --------- | --------- | -------- | -------- |
| Nhung Bùi Thị | Magasugrás  | 180 cm    | 33.       | kiesett  | kiesett  |

## Evezés
Női

| Versenyző                    | Versenyszám              | Előfutam | Előfutam | Vigaszág | Vigaszág | Elődöntő | Elődöntő | Elődöntő | Döntő | Döntő   | Döntő | Helyezés |
| Versenyző                    | Versenyszám              | Idő      | Hely.    | Idő      | Hely.    | Típus    | Idő      | Hely.    | Típus | Idő     | Hely. | Helyezés |
| ---------------------------- | ------------------------ | -------- | -------- | -------- | -------- | -------- | -------- | -------- | ----- | ------- | ----- | -------- |
| Hiền Phạm Thị Nguyễn Thị Thị | Könnyűsúlyú kétpárevezős | 7:42,43  | 6.       | 7:35,29  | 5.       |          |          |          | C     | 8:14,80 | 6.    | 18.      |

## Kajak-kenu

### Síkvízi
Női

| Versenyző     | Versenyszám       | Előfutam | Előfutam | Előfutam | Elődöntő | Elődöntő | Elődöntő | Döntő   | Döntő    |
| Versenyző     | Versenyszám       | Idő      | Hely.    | Össz.    | Idő      | Hely.    | Össz.    | Idő     | Helyezés |
| ------------- | ----------------- | -------- | -------- | -------- | -------- | -------- | -------- | ------- | -------- |
| Đòàn Thị Cách | Kajak egyes 500 m | 2:06,126 | 7.       | 22.      | 2:06,692 | 8.       | 17.      | kiesett | kiesett  |

## Sportlövészet
Férfi

| Versenyző         | Versenyszám | Selejtező | Selejtező | Döntő   | Döntő    |
| Versenyző         | Versenyszám | Pont      | Helyezés  | Pont    | Helyezés |
| ----------------- | ----------- | --------- | --------- | ------- | -------- |
| Nguyễn Mạnh Tường | Légpisztoly | 568       | 41.       | kiesett | kiesett  |

## Súlyemelés
Női

| Versenyző        | Versenyszám | Szakítás | Szakítás | Lökés    | Lökés    | Összesen | Helyezés |
| Versenyző        | Versenyszám | Eredmény | Helyezés | Eredmény | Helyezés | Összesen | Helyezés |
| ---------------- | ----------- | -------- | -------- | -------- | -------- | -------- | -------- |
| Nguyễn Thị Thiết | 63 kg       | 95,0     | 5.*      | 110,0    | 7.       | 205,0    | 6.       |

* - egy másik versenyzővel azonos eredményt ért el

## Taekwondo
Férfi

| Versenyző        | Versenyszám | Nyolcaddöntő                     | Negyeddöntő               | Elődöntő                  | Vigaszág első kör | Vigaszág elődöntő              | Bronz- mérkőzés   | Döntő             | Helyezés |
| Versenyző        | Versenyszám | Ellenfél Eredmény                | Ellenfél Eredmény         | Ellenfél Eredmény         | Ellenfél Eredmény | Ellenfél Eredmény              | Ellenfél Eredmény | Ellenfél Eredmény | Helyezés |
| ---------------- | ----------- | -------------------------------- | ------------------------- | ------------------------- | ----------------- | ------------------------------ | ----------------- | ----------------- | -------- |
| Nguyễn Quốc Huân | Légsúly     | Szejfula Magomedov (RUS) · 12-10 | Paul Green (GBR) · 4-2    | Oscar Salazar (MEX) · 0-8 |                   | Juan Antonio Ramos (ESP) · 0-8 | kiesett           |                   | 5.       |
| Nguyễn Văn Hùng  | Nehézsúly   | Teemu Heino (FIN) · 8-5          | Ibráhím Kamál (JOR) · 7-9 | kiesett                   |                   |                                |                   |                   | 9.       |

## Úszás
Férfi

| Versenyző       | Versenyszám | Előfutam | Előfutam | Előfutam | Elődöntő | Elődöntő | Elődöntő | Döntő   | Döntő    |
| Versenyző       | Versenyszám | Idő      | Hely.    | Össz.    | Idő      | Hely.    | Össz.    | Idő     | Helyezés |
| --------------- | ----------- | -------- | -------- | -------- | -------- | -------- | -------- | ------- | -------- |
| Nguyễn Hữu Việt | 100 m mell  | 1:06,70  | 8.       | 52.      | kiesett  | kiesett  | kiesett  | kiesett | kiesett  |